# كيوريجوا
كيوريجوا (تلفظ بالإسبانية: /kiɾiˈɣwa/) هو موقع أثري قديم لحضارة مايا في إيزابال الواقعة جنوب شرق غواتيمالا.وهو موقع متوسط الحجم يغطي ما يقرب من 3 كيلومتر مربع (1.2 ميل2) على طول أسفل نهر موتاجوا، مع مركز شرفي حول1 كـم (0.6 ميل)من الضفة الشمالية. خلال أمريكا الوسطى التسلسل الزمني مايا الفترة الكلاسيكية (AD 200–900), كانت كيوريجوا تقع في هذا الموقع الهام من عدة طرق تجارة. أحتل الموقع ب 200 من الأبنية على أكروبول بدأت بنحو 550، والتي أعقبها انفجار بالإنشاءات العظيمة في القرن 8 . وقد توقفت الإنشاءات بنحو 850 ميلادية، باستثناء فترة وجيزة من إعادة الاحتلال في أوائل عقب الفترة التاريخية القديمة (c. 900 – c. 1200). كيوريجوا تشارك الطرز المعمارية والنحت مع الفترة الكلاسيكية القريبة من مدينة كوبان، مع التاريخ الذي يفصله عن كثب.
ارتبط التوسع السريع في كيوريجوا في القرن 8 إلى الملك كاواك سكاى, بوتس ’ تيليو الذي أحرز نصرا عسكريا على كوبان في 738. عندما كان أعظم ملك في كوبان واكساكلاجون أوباه ك أويل أو «الأرنب 18»، قد هزم، والقي القبض عليه ومن ثم التضحية به في الساحة العظمى في كيوريجوا. قبل هذا كانت كيوريجوا دولة تابعة لكوبان، لكنها حافظت على استقلالها بعد ذلك. كانت العمارة الاحتفالية في كيوريجوا متواضعة جدا، ولكن أهمية الموقع تكمن في ثروتها من النحت، بما في ذلك أطوال الحجارة نحت ضخمة وكانت أضخم إنشاءات اقيمت في العالم الجديد.

## الاسم والموقع

ومايا منطقة الجنوبية، والتي تبين مواقع كيوريجوا وكوبان

موقع كيوريجوا على نهر موتاجوا، بالنسبة لمصادر من اليشم

الموقع الأثري في كيوريجوا قد سُمي باسم قرية قريبة بنفس الاسم، ويقع ما يزيد قليلا عن200 كـم (120 ميل) شمال شرق مدينة غواتيمالا؛ إنها تقع في بلدية لوس أماتيس في قسم إيزابال وفي ارتفاع 75 م (246 قدم) فوق مستوى سطح البحر.
الروافد الدنيا المتمركزة على الضفة الشمالية من نهر موتاجوا تقع كيوريجوا عند نقطة حيث يتسع الوادي إلى سهل الفيضان، حيث يتعرض الموقع لفيضانات دورية على مر القرون. وعلى الرغم من أن النهر يمر على مقربة من الموقع أثناء فترة احتلال المدينة، فمنذ ذلك الحين تغير الحال ويتدفق الآن1 كـم (0.6 ميل) إلى الجنوب من المركز الشرفي. كيوريجوا تكون 48 كـم (30 ميل) شمال كوبان، وتقع15.7 كـم (9.8 ميل) الشمال الغربي من الحدود الدولية مع هندوراس.
الأساس من المواد المحلية هو الحجر الرملي الأحمر الصلب، الذي يستخدمه السكان في بناء الآثار في العمارة أميريكا الوسطى. هذا الحجر الرملي المحلي قوي جدا وليس عرضة للقص أو كسر، وقد أتاح للنحاتين في كيوريجوا أن يقيموا النصب الحجرية الأطول على الإطلاق في الأمريكتين. بنيت كيوريجوا مباشرة عبر فلق موتاجوا وعانت المدينة الضرر في العصور القديمة نتيجة للزلازل الكبيرة.

### الأوج والقمة
كيوريجوا تقليديا كانت تابعة لجارتها الجنوبية، كوبان، و 724 أوكسا كلاجون أوباه ك أوييل ملك كوبان، تثبيت ك، "تيليو تشان يوبات على العرش كيوريجوا باعتبارها تابعة له. في وقت مبكر من 734، ومع ذلك، كا" ك تيليو تشان يوبات قد أظهرت أنه لم يعد تابعا مطيعا كوبان عندما بدأ للإشارة إلى نفسه بأنه كول أهاو، المقدسة الرب، بدلا من استخدام مصطلح أقل أهاو'، رب المرؤوس. في نفس الوقت بدأ استخدام بلده رموزا كيوريجوا الشعار المنقوش. لا يمكن بذل هذه التأكيدات الأولى للاستقلال كيوريجوا إلا إذا تمكنت من تشكيل تحالف خارجي.

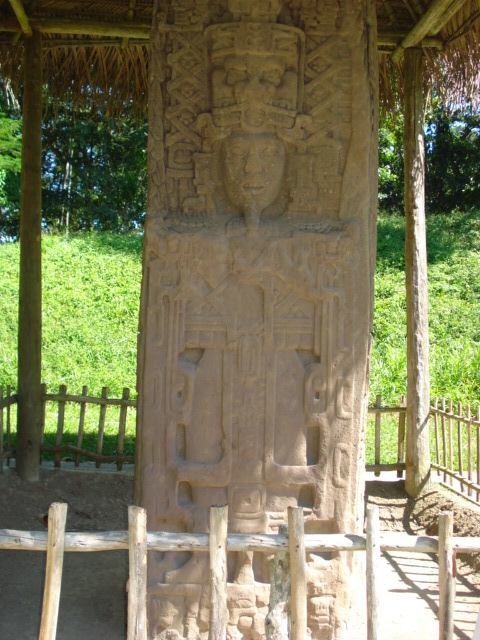
ستيلا C، جنوب الوجه، تمثل كا "ك تيليو تشان يوبات ،

في الواقع، يبدو أن هذا الفعل للتمرد المحلي كان جزءا من الصراع السياسي بين أكبر اثنين من «القوى العظمى» في مايا، والمدن الكبرى في تيكال وكالاكمول. في عام 736، وبعد عامين فقط، تلقى كا«ك تيليو تشان يوبات زيارة من واماو كا وييل، الملك الأعظم من كالاكمول البعيدة، في حين كانت كوبان واحدة من أقدم حلفاء تيكال. توقيت هذه الزيارة التي قام بها ملك كالاكمول كان مهما للغاية، تنخفض بين انضمام كا» ك تيليو تشان يوبات على عرش كيوريجوا باعتبارها تابعة لكوبان والتمرد الصريح الذي كان لمتابعة هذا يوحي بقوة بأن تمرد كالاكمول برعاية كيوريجوا " من أجل إضعاف تيكال وللوصول إلى الطريق التجاري الغني من وادي موتاجوا. فمن المرجح أن الاتصال مع كالاكمول قد بدأ بعد وقت قصير انضم كا" ك تيليو تشان يوبات إلى العرش، منذ كيوريجوا شهد نموا سريعا بعد فترة وجيزة، مما يوحي بأن كيوريجوا بالفعل كانت يتلقى الدعم الخارجي.
في 738 أخذت الثروات المترابطة من كيوريجوا وكوبان تحدث تغييرا مذهلا في الاتجاه عندما كا "ك تيليو تشان يوبات، حاملا للقب رب كيوريجوا، استولت على الملك ال13 القوي، ولكن المتقدم في السن من كوبان، أواكساكلاجون أوباه ك، أوييل، الذين قد ركبت له على عرشه في 725. . لا يبدو هذا الانقلاب أنه قد تأثر إما كوبان أو كيوريجوا جسديا، وليس هناك دليل على أن المدينة قد تعرضت لهجوم إما في هذا الوقت والمنتصر لا يبدو قد تلقى أي تحية للكشف. يبدو أن كيوريجوا بالاحرى قد نالت استقلالها والسيطرة على الطرق التجارية الهامة. إن نقشا في كيوريجوا، على الرغم من صعوبة تفسيره، يشير إلى أن السقوط وقع في 27 نيسان 738، عندما استولت كيوريجوا وأحرقت الصور خشبية من راعي كوبان في الآلهة. كل هذا يبدو انها تعني أنكا" ك تيليو تشان يوبات تمكنت من نصب كمين بطريقة أو بأخرى أوكسا كلاجون أوباه ك أوييل بدلا من أن هزيمته في معركة صريحة. في الفترة الكلاسيكية تماثيل مايا آلهة كثيرا ما نفذت في معركة على محفة، تسهيل القبض عليهم في حالة الهزيمة. فقد قيل أن ملك كوبان كان يحاول مهاجمة موقع آخر من أجل تأمين الأسرى لتضحية، وتعرضت لكمين من قبل كا "ك تيليو تشان يوبات، والمحاربين له كيوريجوا.
الرب المختطف أخذ إلى كيوريجوا في يوم 3 مايو 738 وكان مقطوع الرأس في طقوس عامة. في الذبيحة من الدم من مثل هذا ربا قويا يعزز بشكل كبير مكانة كيوريجوا وأسرتها المالكة في جميع أنحاء المنطقة، وأعلنت كيوريجوا عاصمة جديدة في منطقة جنوب شرق المايا. بعد هذا، كيوريجوا تشارك في برنامج رئيسي لبناء النصب، ومحاكاة عن كثب أسلوب نحتي من كوبان، ربما باستخدام النحاتين الذين أختطفوا من كوبان تنفيذ العمل. سكان كيوريجوا ومواقع أخرى في وادي زيادة سريعة بعد أحداث 738، على الرغم من كيوريجوا كان دائما مركز صغير ومجموع سكانها ربما لم تتجاوز 2,000.

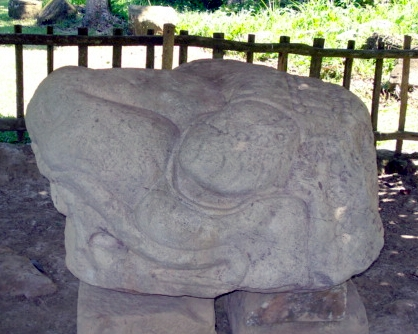
المذبح ، التي يرجع تاريخها إلى 734. وقد حددت حيوانات مختلفة مثل القط، التمساح، الثعبان. قد يكون ممثلا بشكل ثلاثي الأبعاد أسماء المواقع الجغرافية شكل منقوش

في وقت متأخر كلاسيكي ( العام  600 -  العام 900)، كان التحالف مع كالاكمول كثيرا ما ارتبط مع وعد بدعم عسكري. حقيقة أن كوبان، وهي مدينة أقوى بكثير من كيوريجوا، فشلت بالرد على التابع لها السابق يعني أنه يخشى من التدخل العسكري لكالاكمول. كانت كالاكمول نفسها بعيدة بما فيه الكفاية من كيوريجوا أن كاك 'تيليو تشان يوبات لم يكن خائفا من السقوط مباشرة تحت سلطته كدولة تابعة كاملة، على الرغم من أنه من المرجح أن كالاكمول أرسلت المحاربين للمساعدة في هزيمة كوبان. التحالف بدلا من ذلك يبدو أن يكون واحدا من المنفعة المتبادلة، وتمكنت كالاكمول لإضعاف حليف قوي للتيكال حين ارتفع سهم كيوريجوا بعد استقلالها.
في عام 718، تعرضت مدينة Xkuy - وهي موقع لم يتم اكتشافه بعد - للهجوم والحرق من قبل كوبان تحت قيادة الملك Uaxaclajuun Ub'aah K'awiil. بعد التضحية بملك كوبان في عام 738، يبدو أن Xkuy أصبح تابعًا مخلصًا لكويريجوا وفي 762 أشرف كاك تيليو تشان يوبات على انضمام "Sunraiser Jaguar" إلى عرش المدينة التابعة.
توفي كاك تيليو تشان يوبات، الذي غيّر مصير مدينته بشكل كبير، في 27 يوليو 785. زوومورف جي هو حجره التذكاري ويصف كيف دفن بعد 10 أيام في 13 منزل كاواك، وهو مبنى لم يتم التعرف عليه. خلف الملك العظيم «سكاي إكسول»، وهو ملك لم يتم التعرف على اسمه بشكل صحيح. أصبح «سكاي اكسول» الحاكم الحاكم في كيوريجوا بعد 78 يومًا من وفاة كاك تيليو تشان يوبات، الذي يُعتقد أنه والده. استمر حكمه من 10 إلى 15 عامًا وكانت فترة نشاط مستمر. في معظم مناطق المايا، كانت المدن تعاني بالفعل من الانهيار النهائي، التي اجتاحها انهيار مايا الكلاسيكي، ولكن في كيوريجوا، خصصت «سكاي اكسول» ثلاثة منحوتات كبيرة من الزومورف ومذبحين، والتي تعتبر أعجوبة أعمال مايا الحجرية. ماتت «سكاي اكسول» في وقت ما بين 795 و 800.

## معرض صور

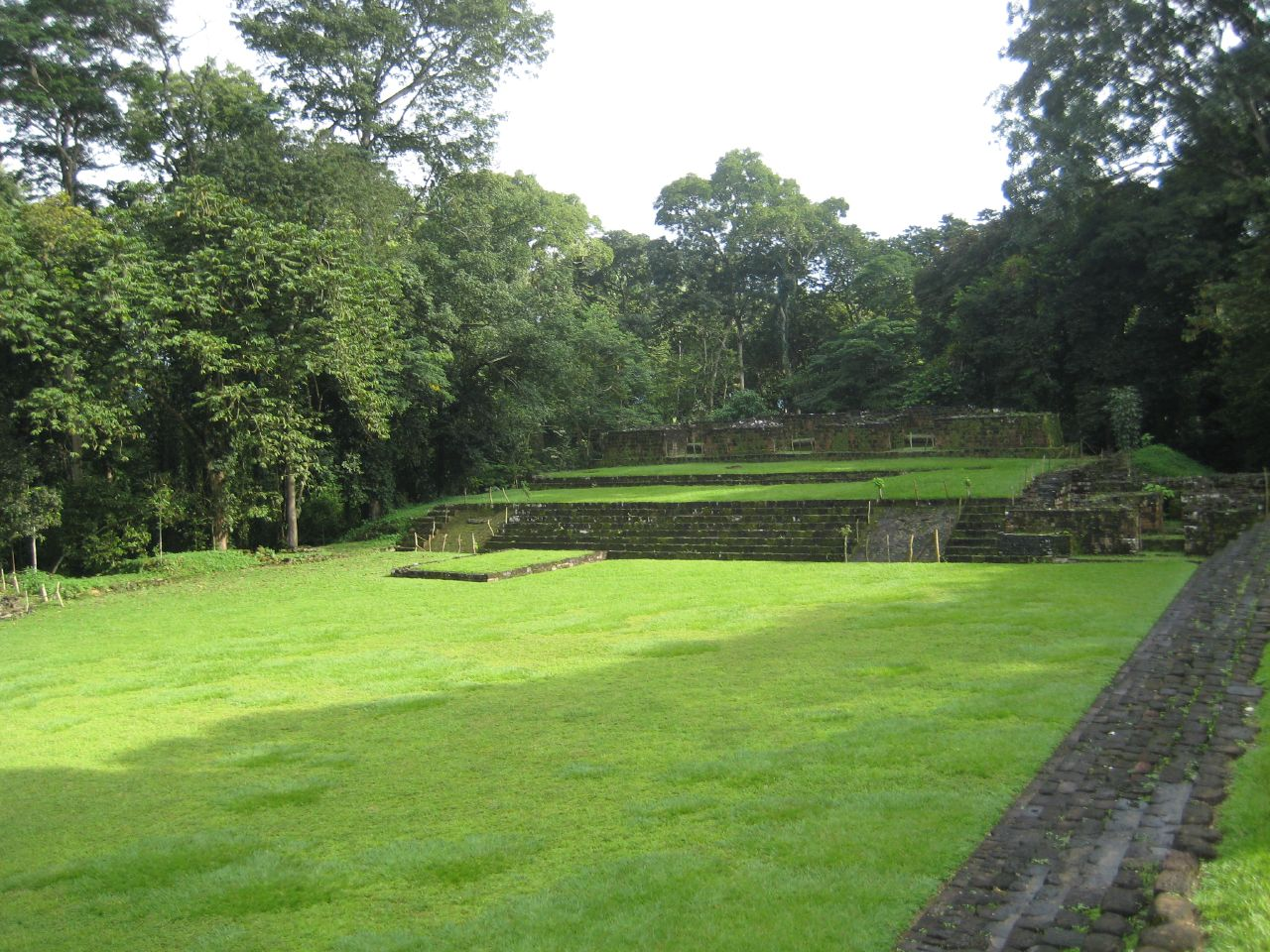
كويريجوا أكروبوليس.
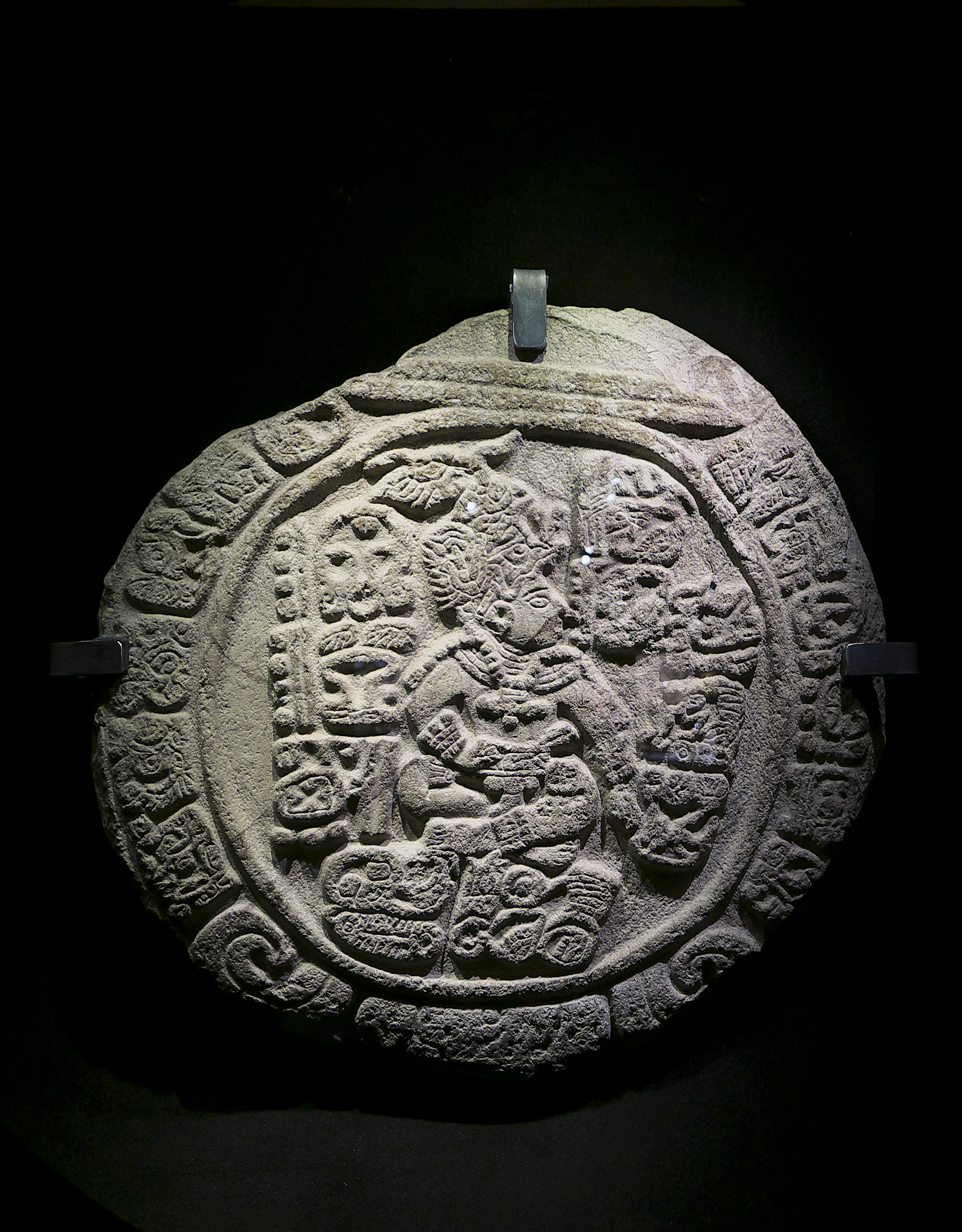
قطعة أثرية
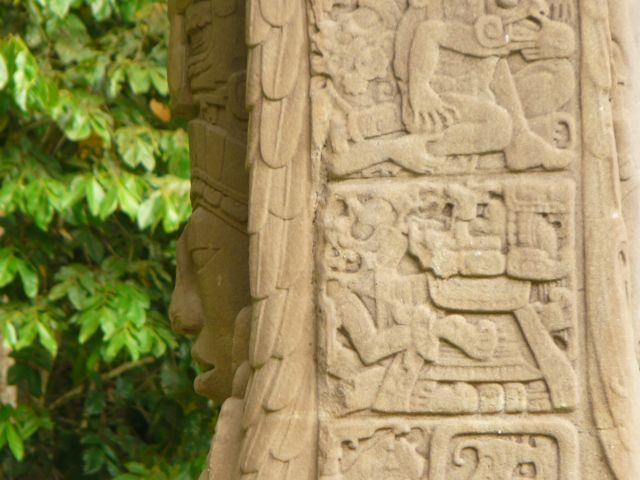
لقطة مقربة للآثار
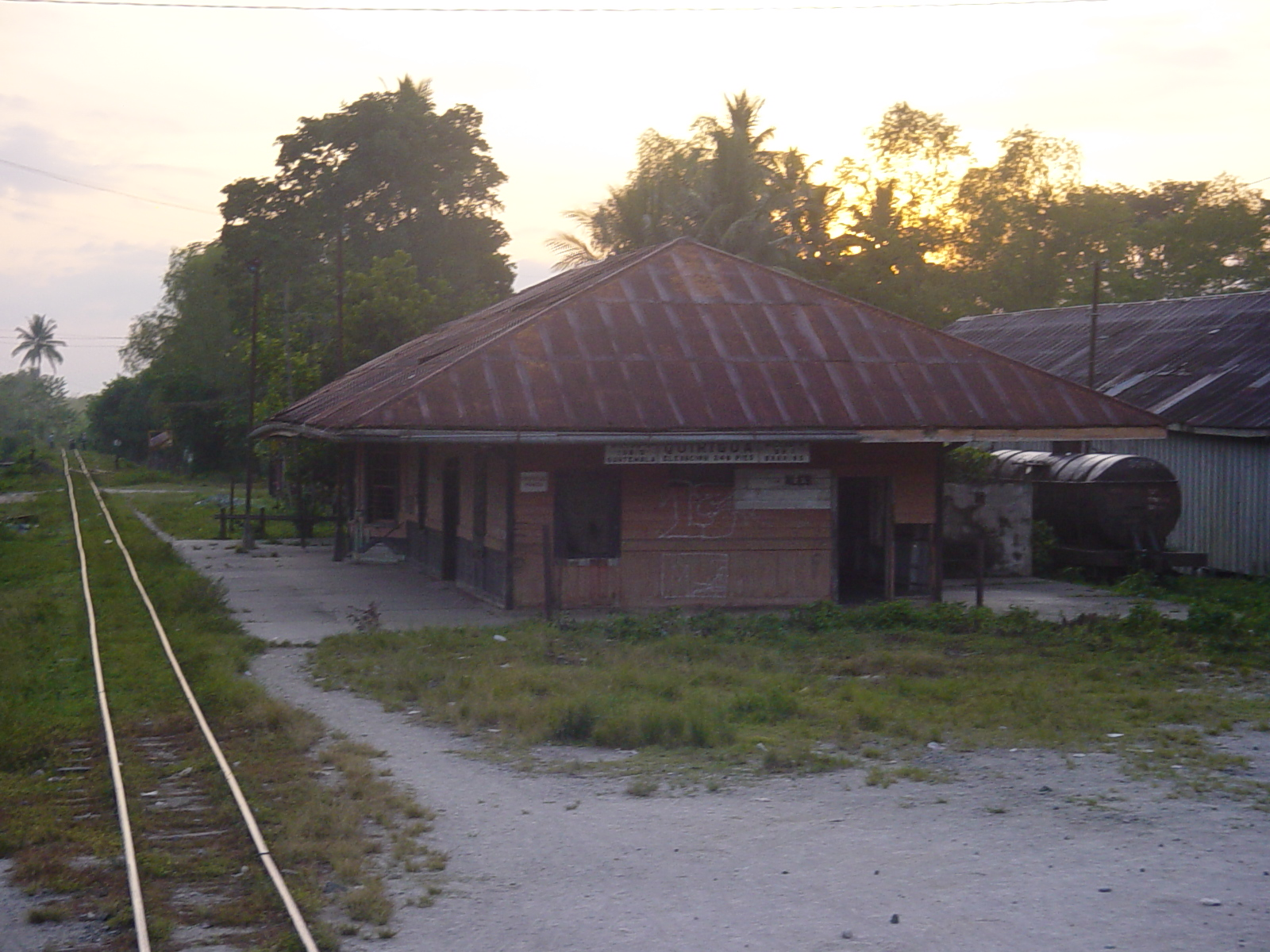
محطة كيوريجوا
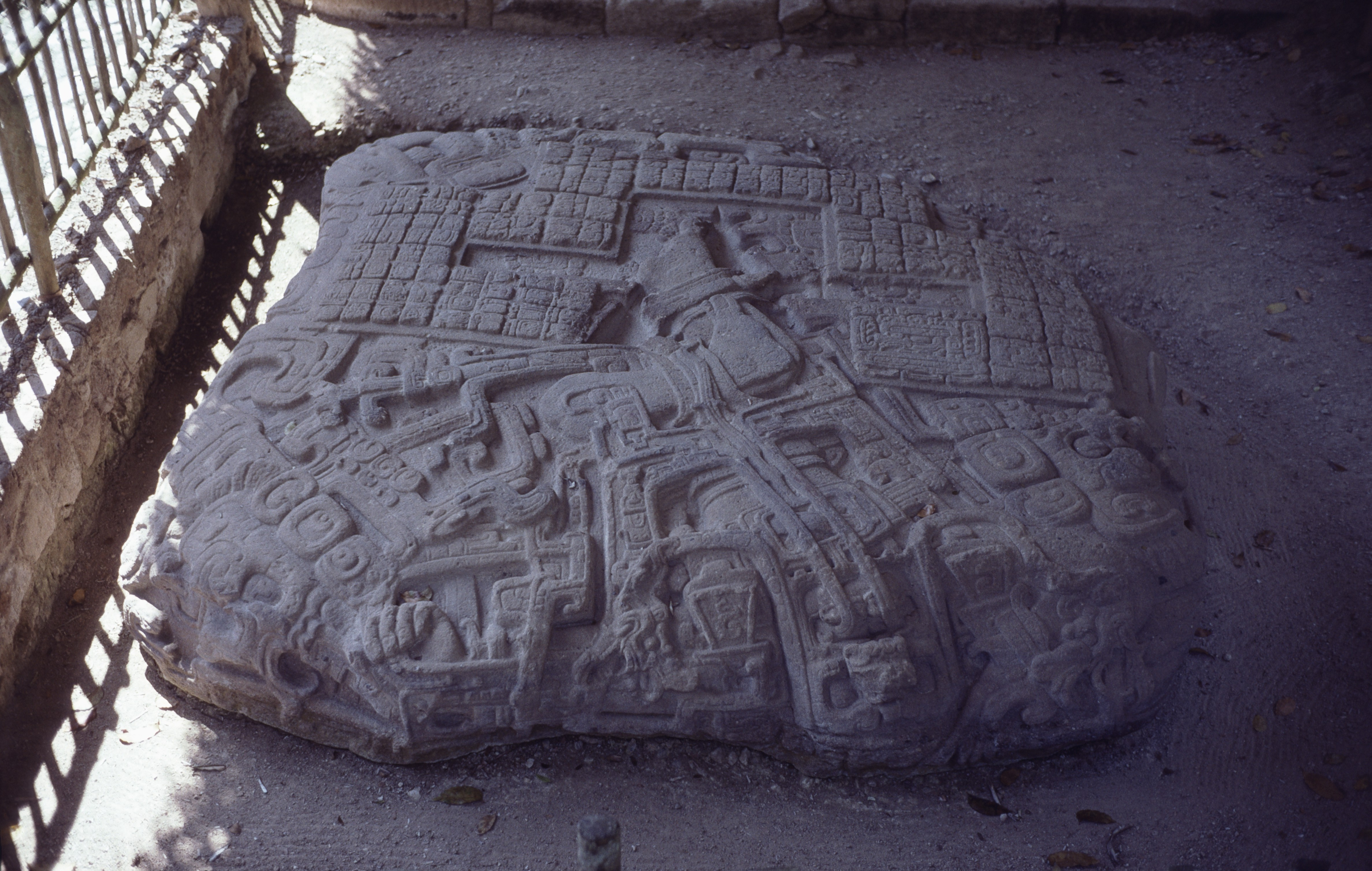
قطعة اثرية
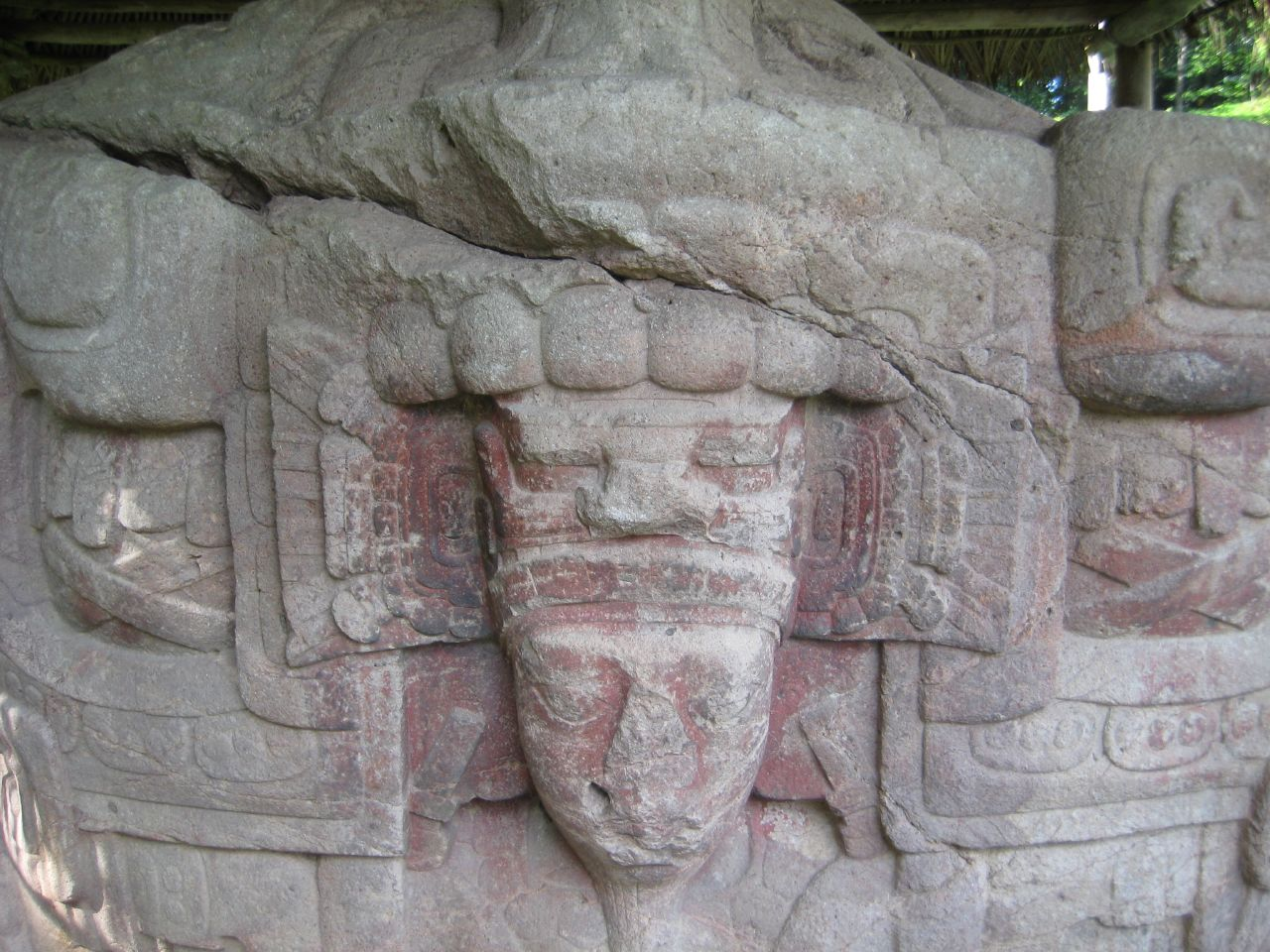
المذبح_ كيريجوا
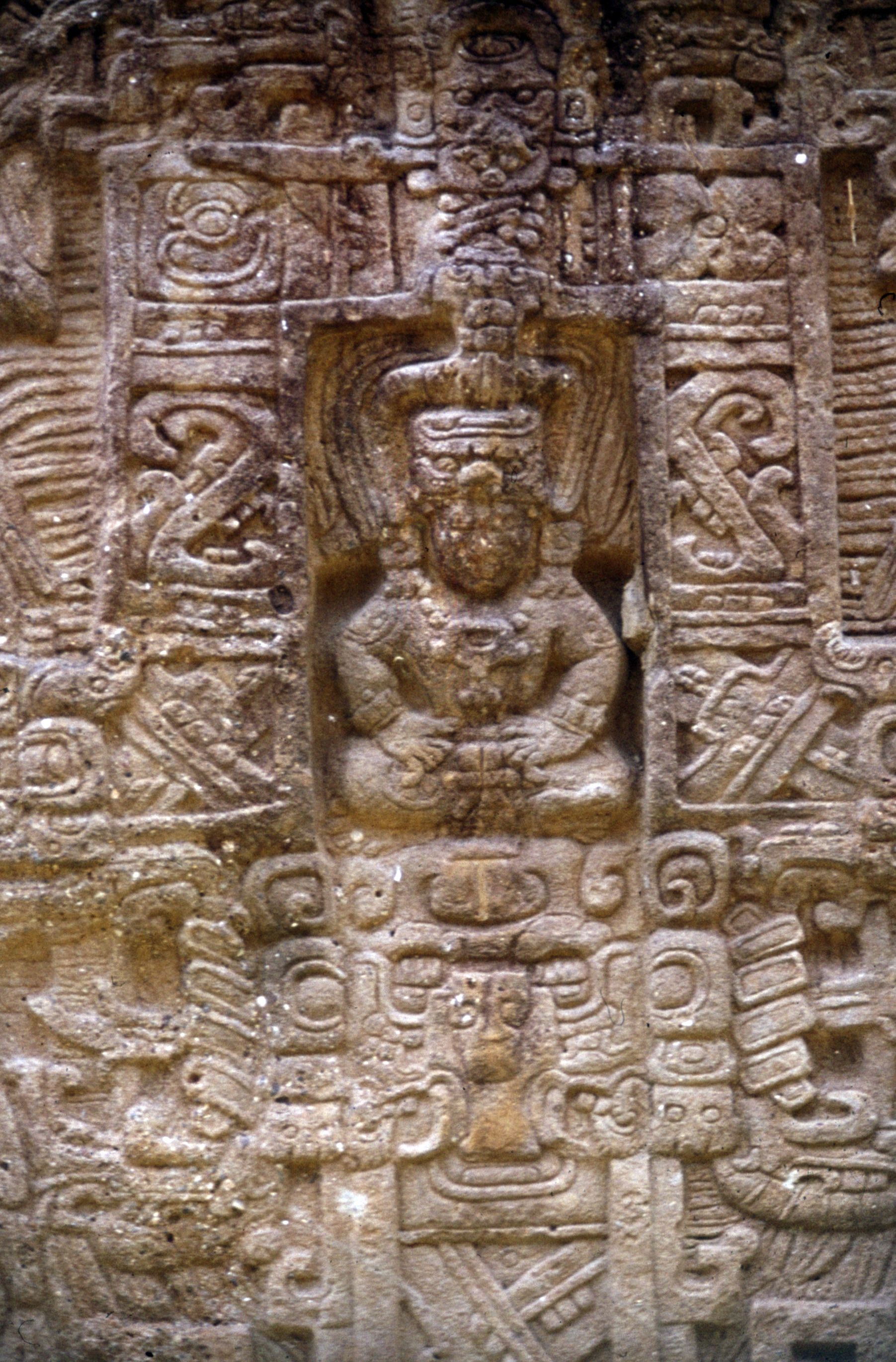
نحت آخر

## الروابط الخارجية
- Official Site in Spanish
- Enigmatic Quiriguá
- Good photos of Quiriguá Stela
- History and Photo Gallery نسخة محفوظة 18 ديسمبر 2008 على موقع واي باك مشين.
- Map of Quiriguá site core
- Monument of the Ancient Mayan Race, Quiriguá, Guatemala as photographed and written by فرانك جي. كاربنتر
- Photo of Zoomorph P taken in 1883 at FAMSI
- Discussion of Quirigua Stela C "Creation" text (pages 29-40)
- Quiriguá at UNESCO World Heritage List
- Quiriguá: A Mayan Legacy in Stone

قالب:Maya sites